# Карантан
Каранта́н (фр. Carentan) — ассоциированная коммуна на северо-западе Франции, находится в регионе Нормандия, департамент Манш, округ Сен-Ло, кантон Карантан. С 1 января 2016 года с тремя другими коммунами образовала новую коммуну Карантан-ле-Маре. Расположена в 270 км к западу от Парижа, в 65 км западнее Кана, в 24 км к северо-западу от Сен-Ло.
Население (2014) — 5861 человек. 

## История
В Римские времена город назывался Carentomagos. Во время Столетней войны его часто осаждали и разрушали. Бланка Кастильская приказала укрепить город, но в 1853 году стены были разрушены.
Во время Второй мировой войны 12 июня 1944 года Карантан стал ареной ожесточённых столкновений между американской 101-й воздушно-десантной дивизией и немецкими воздушно-десантными силами. В результате город был взят американцами. На некоторых старых зданиях в городе до сих пор сохранились следы сражения.

## Демография
Динамика численности населения, чел.

## Администрация
| Период | Период | Фамилия            | Партия                         | Примечания                                                        |
| ------ | ------ | ------------------ | ------------------------------ | ----------------------------------------------------------------- |
| 1947   | 1968   | Жорж Альфонс       |                                | Начальник отдела завода Gloria, член генерального совета          |
| 1968   | 1970   | Леон Жиль          |                                | Торговец                                                          |
| 1970   | 1978   | Андре Жийо         | Союз за французскую демократию | Директор завода Gloria                                            |
| 1978   | 2008   | Жан-Франсуа Ландри | Разные правые                  | Бухгалтер-аналитик                                                |
| 2008   | 2014   | Жан-Пьер Лоннёр    | Союз за народное движение      | Глава отдела исследований и развития, президент сообщества коммун |

## Экономика
В 2007 году среди 3558 человек в трудоспособном возрасте (от 15 до 64 лет) 2430 были экономически активными, 1128 — неактивными (показатель активности — 68,3 %, в 1999 году было 69,8 %). Из 2430 активных работали 2085 человек (1116 мужчин и 969 женщин), безработных было 345 (157 мужчин и 188 женщин). Среди 1128 неактивных 300 человек были учениками или студентами, 325 — пенсионерами, 503 были неактивными по другим причинам.

## Достопримечательности
- Церковь Нотр-Дам[фр.] (XII век). Исторический памятник с 1862 года[3]
- Отель Hervieu de Pontlouis. Исторический памятник с 1990 года[4]
- Бывшая масонская ложа (1788 год). Исторический памятник с 1983 года[5]

## Города-побратимы
- Селби (Великобритания)
- Вальдфишбах-Бургальбен (Германия)

## Знаменитые уроженцы
- Стефан Травер (1969), политик, министр сельского хозяйства и продовольствия

## Фотогалерея

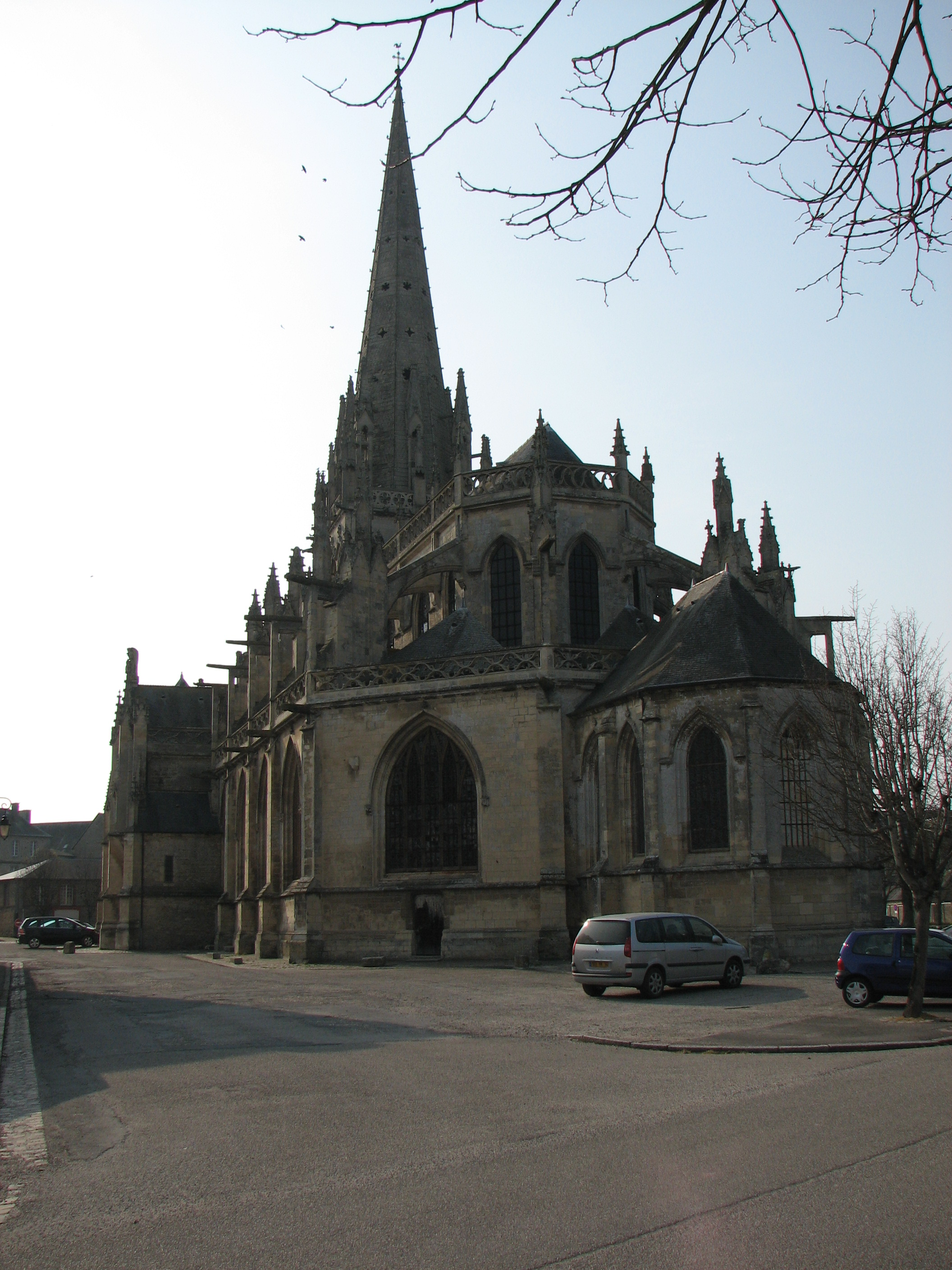
Церковь Нотр-Дам
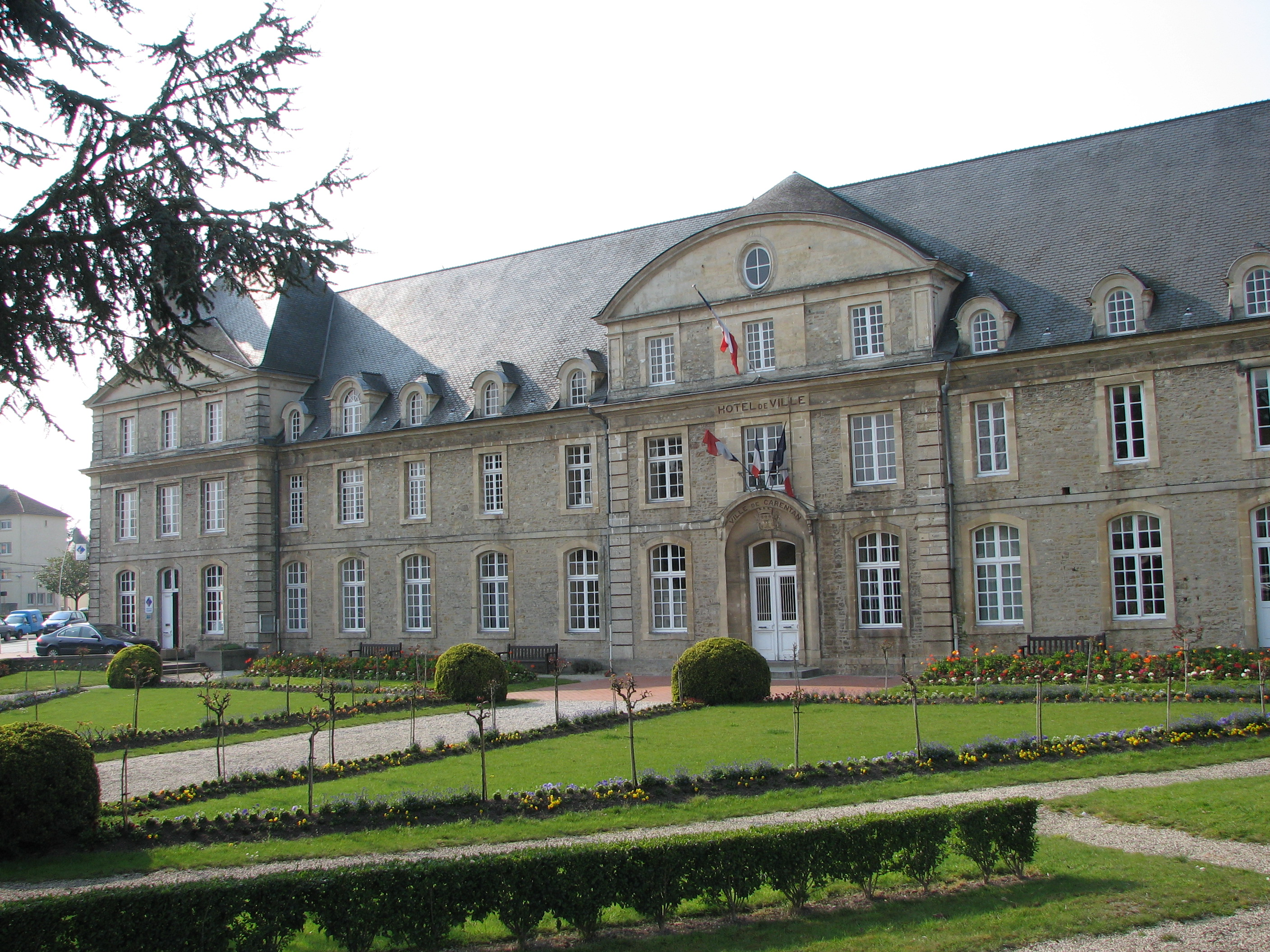
Мэрия
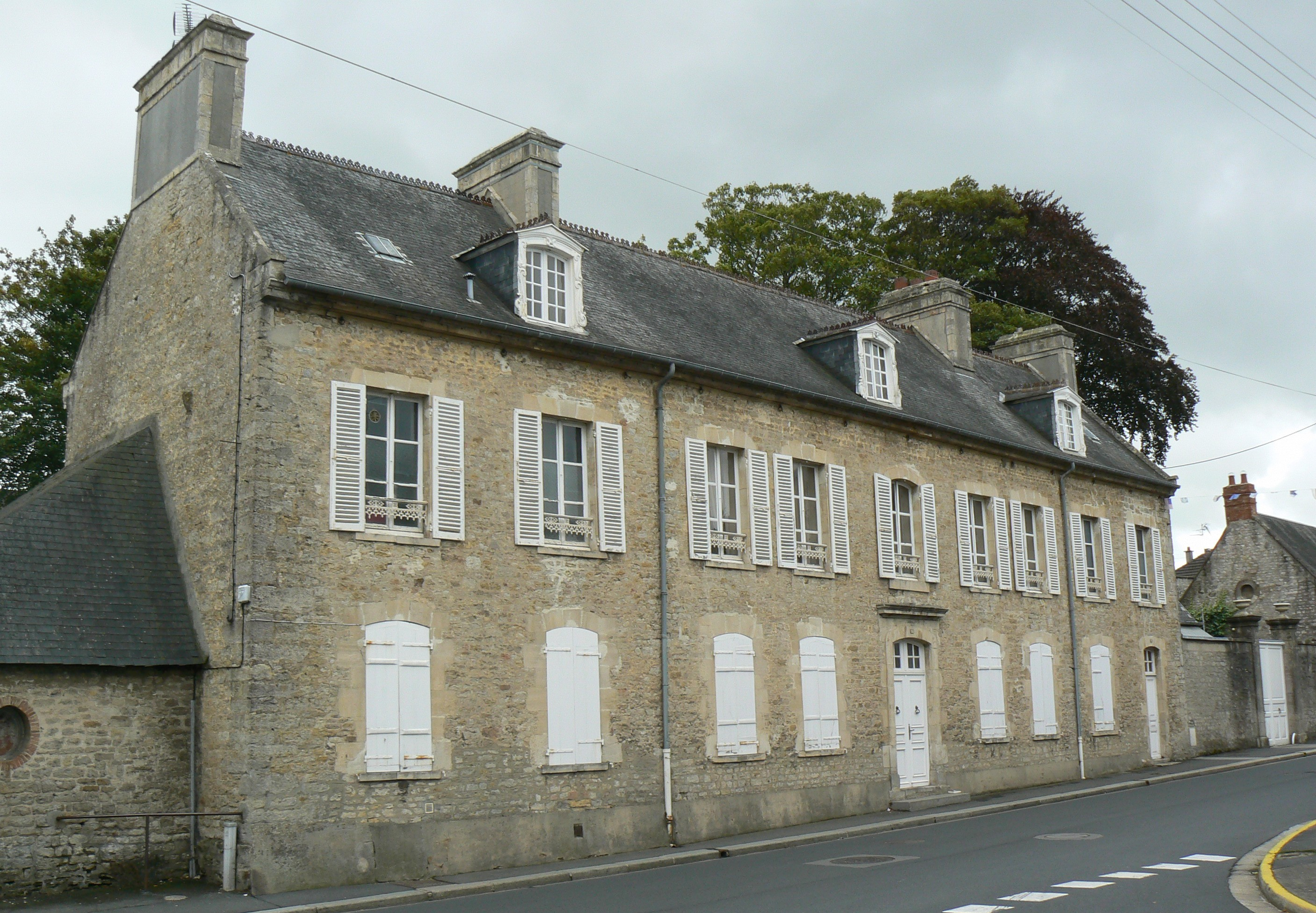
Дом XVIII века
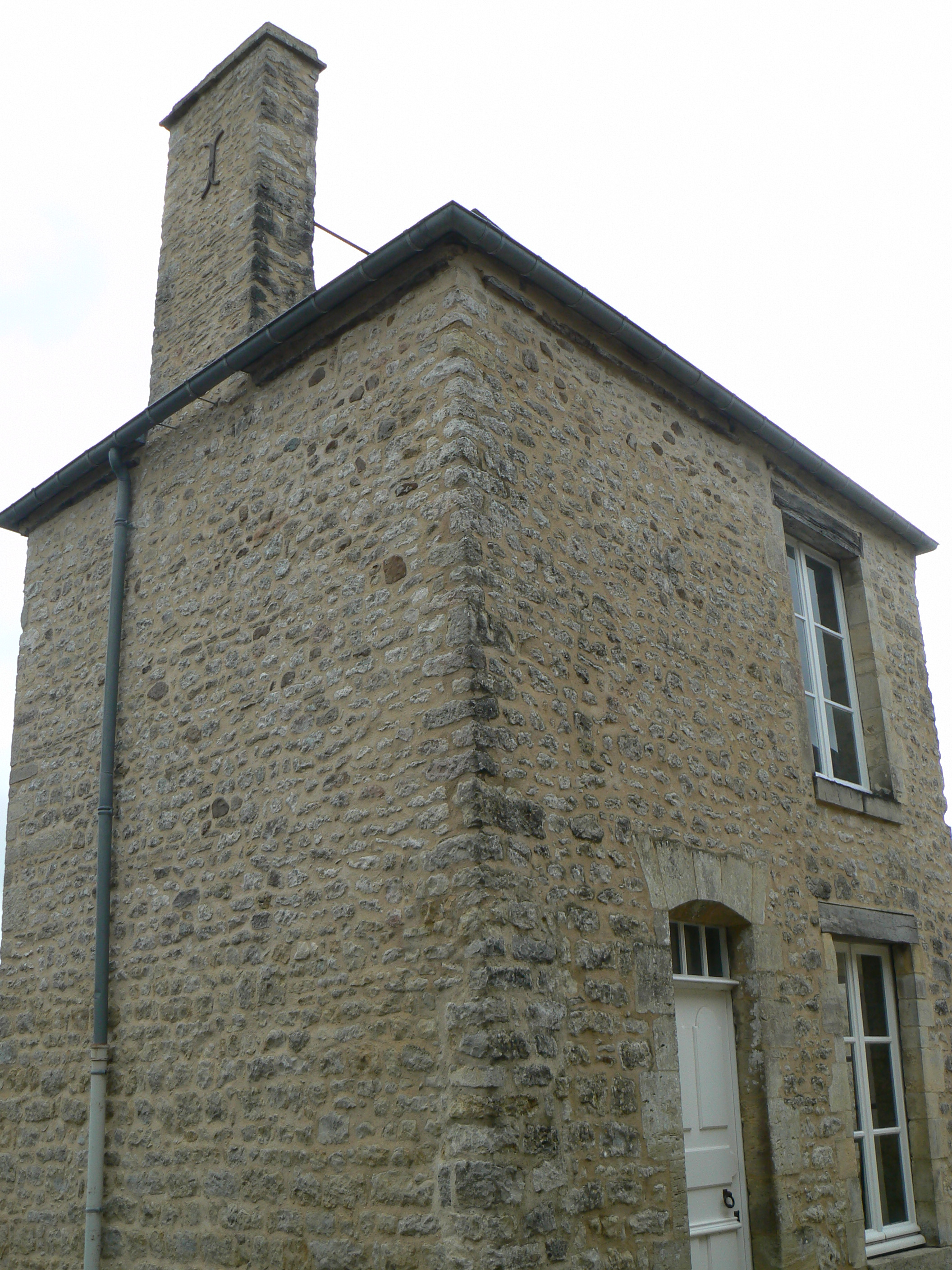
Бывшая масонская ложа
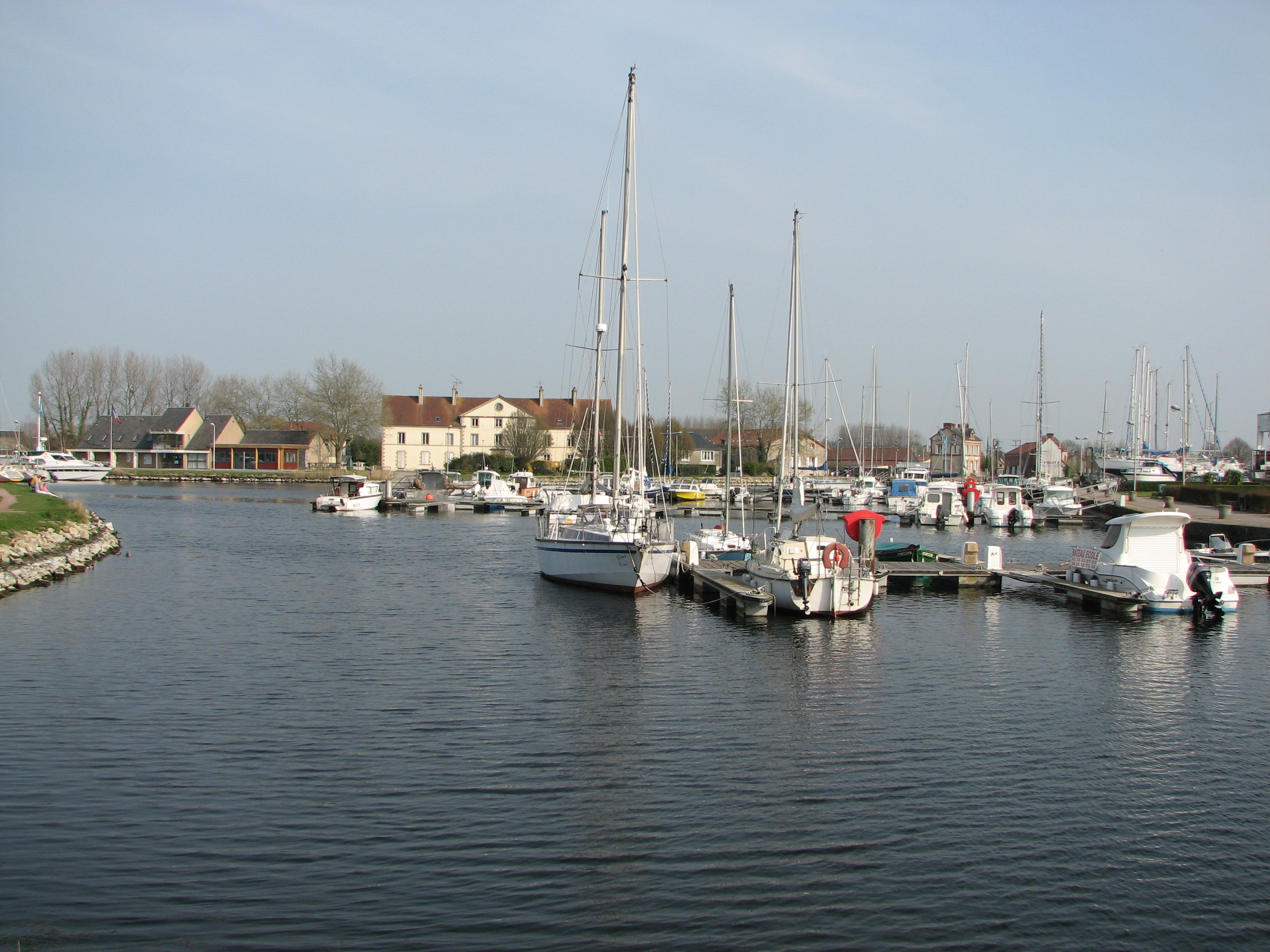
Порт
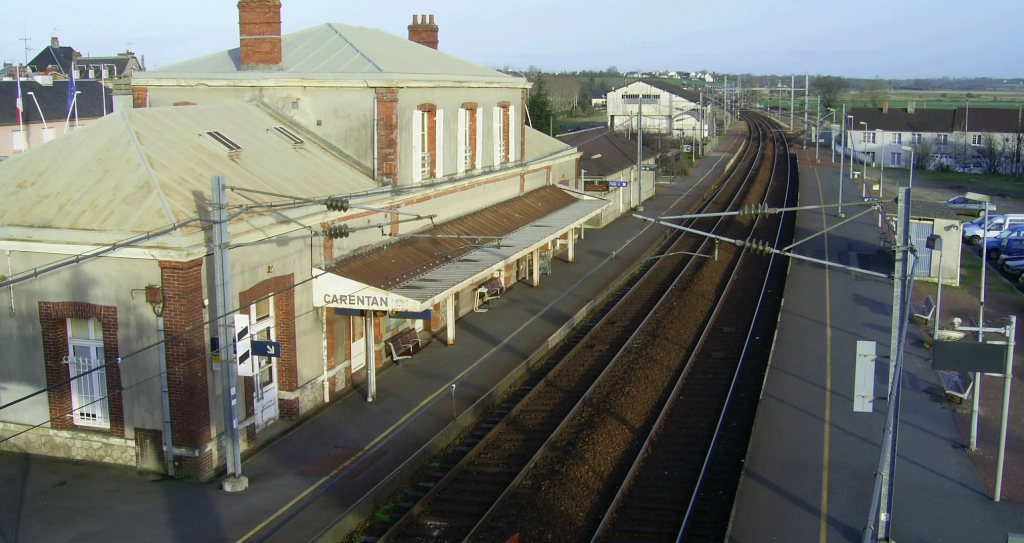
Вокзал